# Halle-Ingooigem 2018
La Halle-Ingooigem 2018, settantunesima edizione della corsa e valevole come evento dell'UCI Europe Tour 2018 categoria 1.1, si svolse il 19 giugno 2018 su un percorso di 197,7 km, con partenza da Halle e arrivo a Ingooigem, in Belgio. La vittoria fu appannaggio dell'olandese Danny van Poppel, il quale completò il percorso in 4h30'40", alla media di 43,83 km/h, precedendo il connazionale Fabio Jakobsen e il belga Sean De Bie.
Sul traguardo di Ingooigem 118 ciclisti, su 160 partiti da Halle, portarono a termine la competizione.

## Squadre e corridori partecipanti
| N.      | Cod. | Squadra                     |
| ------- | ---- | --------------------------- |
| 1-7     | BEL  | Belgio                      |
| 11-17   | LTS  | Lotto Soudal                |
| 21-27   | QST  | Quick-Step Floors           |
| 31-37   | TLJ  | Team Lotto NL-Jumbo         |
| 42-47   | COF  | Cofidis, Solutions Crédits  |
| 51-57   | SVB  | Sport Vlaanderen-Baloise    |
| 61-67   | VWC  | Veranda's Willems-Crelan    |
| 71-77   | WGG  | Wanty-Groupe Gobert         |
| 81-87   | RNL  | Roompot-Nederlandse Loterij |
| 91-97   | ABS  | Aqua Blue Sport             |
| 102-107 | ICA  | Israel Cycling Academy      |

| N.      | Cod. | Squadra                        |
| ------- | ---- | ------------------------------ |
| 111-117 | VCC  | Vital Concept Cycling Club     |
| 121-127 | WVA  | WB Aqua Protect Veranclassic   |
| 131-137 | BRT  | BEAT Cycling Club              |
| 141-147 | BSC  | Bennelong SwissWellness        |
| 151-157 | CIB  | Cibel-Cebon                    |
| 161-167 | DEC  | Drapac EF Holistic Development |
| 171-177 | MAB  | Marlux-Bingoal                 |
| 181-187 | MET  | Metec-TKH Continental          |
| 191-197 | SEG  | SEG Racing Academy             |
| 201-207 | PCW  | T.Palm-Pôle Continental Wallon |

## Ordine d'arrivo (Top 10)
| Pos. | Corridore          | Squadra       | Tempo    |
| ---- | ------------------ | ------------- | -------- |
| 1    | Danny van Poppel   | Lotto NL      | 4h30'40" |
| 2    | Fabio Jakobsen     | Quick-Step    | s.t.     |
| 3    | Sean De Bie        | Veranda's     | s.t.     |
| 4    | Hugo Hofstetter    | Cofidis       | s.t.     |
| 5    | Kris Boeckmans     | Vital Concept | s.t.     |
| 6    | Timothy Dupont     | Wanty         | s.t.     |
| 7    | Kevyn Ista         | WB Veran.     | s.t.     |
| 8    | August Jensen      | Israel        | s.t.     |
| 9    | Jasper Stuyven     | Belgio        | s.t.     |
| 10   | Tosh Van Der Sande | Lotto         | s.t.     |